# Мечеть Нур (Алжир)
Мечеть Нур (араб. مسجد النور‎) — мечеть в городе Алжир. Эта мечеть была построена в 1974 году, за стенами Старой касьбы Алжира. Расположена на Национальном шоссе №11 недалеко от порта. В данный момент мечеть находится в управлении министерства по делам религии.